# 黄煦涛
黄煦涛（英語：Thomas Shi-Tao Huang，1936年6月26日—2020年4月25日）是一位美籍华裔计算机科学家、电气工程师和作家，以其对图像处理、模式识别、计算机视觉、人机交互等领域的研究而知名。

## 生平
黄煦涛出生于上海，家庭隨國民政府搬遷來台，並於1956年毕业于国立台湾大学電機系。后赴美国麻省理工学院留学，成為該校第一位來自台大的學生，先后于1960年、1963年获电机系硕士、博士学位。毕业后留校任教，历任助理教授、副教授。1973年起任普渡大学电机系教授、信息处理实验室主任。1980年起担任伊利诺伊大学厄巴纳-香槟分校杰出讲座教授、Beckman研究院图象实验室主任。
他是International Journal of Computer Vision 和 Springer Series in Information Sciences的創始編輯。他創辦了第一屆International Picture Coding Symposium (1969) 、第一屆International Workshop on Very Low Bitrate Video Coding (1993) 和第一屆 International Conference on Automatic Face and Gesture Recognition (1995)，這些活動都成為了電腦視覺領域定期舉辦的盛會。

## 荣誉

### Memberships
- 电气电子工程师学会（IEEE）院士,1979年
- 美国光学学会 院士,1986年
- 国际模式识别学会（英语：International_Association_for_Pattern_Recognition）(IARP)
- 國際光電工程學會（SPIE）院士
- 美国国家工程院院士（2001年）
- 中国工程院外籍院士（2001年）
- 中国科学院外籍院士（2002年）
- 中央研究院院士（2008年）

黃煦濤还在国立台湾大学、国立交通大学、山东大学、中国海洋大学、青岛科技大学等校任荣誉教授。

### 獎項
- 古根海姆獎 ，1971–72年
- IEEE Signal Processing Society（英语：IEEE_Signal_Processing_Society）學會獎，1976–77年
- IEEE 動作分析貢獻成就獎，2000年
- IEEE 第三千禧獎章，2000年
- IEEE Jack Kilby Medal（英语：IEEE_Jack_S._Kilby_Signal_Processing_Medal），2001年
- International Association for Pattern Recognition 傅京孙獎，2002年
- 潘文渊基金會傑出研究獎，2002年
- 國際光電工程學會(SPIE)年度影像科學家獎，2006年
- Azriel Rosenfeld Award（英语：Azriel_Rosenfeld_Award），2011年